# 三國·肯尼迪
三國·肯尼迪（2000年6月23日—），日本足球運動員，前日本20歲以下足球代表隊成員。現效力於日職球隊福岡黃蜂。

## 俱乐部生涯
2019年，三國·肯尼迪在福岡黃蜂开始足球生涯。
2023年12月25日，三國·肯尼迪加盟 J 联赛球队名古屋鯨魚。

## 日本國家足球隊
三國·肯尼迪参加了2019年U-20世界盃。